# آيت الربع (تيزي نيسلي)
آيت الربع هي إحدى مشيخات المملكة المغربية، تتبع جغرافيا لإقليم بني ملال وإداريًا لتيزي نيسلي. يقدر عدد سكانها بـ 9553 نسمة حسب الإحصاء الرسمي للسكان والسكنى لسنة 2004.